# Frank Jones (Politiker)

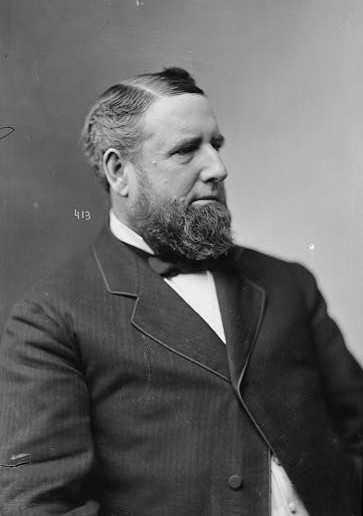
Frank Jones

Frank Jones (* 15. September 1832 in Barrington, Strafford County, New Hampshire; † 2. Oktober 1902 in Portsmouth, New Hampshire) war ein US-amerikanischer Politiker. Zwischen 1875 und 1879 vertrat er den Bundesstaat New Hampshire im US-Repräsentantenhaus.

## Werdegang
Frank Jones besuchte die öffentlichen Schulen seiner Heimat. Im Jahr 1849 zog er nach Portsmouth im Rockingham County und wurde dort ein erfolgreicher Geschäftsmann. Sein bekanntestes Unternehmen war eine Brauerei, die in den 1870er Jahren eine der größten Ale-Brauereien in den Vereinigten Staaten werden sollte. Jones war auch im Hotelgewerbe und im Bankgeschäft tätig. Seine Geschäfte betrieb er hauptsächlich in Portsmouth und in Boston.
Jones wurde Mitglied der Demokratischen Partei. Zwischen 1868 und 1869 war er Bürgermeister von Portsmouth. 1874 wurde er im ersten Distrikt von New Hampshire in das US-Repräsentantenhaus in Washington gewählt, wo er am 4. März 1875 die Nachfolge von William B. Small von der Republikanischen Partei antrat. Nach einer Wiederwahl im Jahr 1876 konnte er bis zum 3. März 1879 zwei Legislaturperioden im Kongress absolvieren. 1878 verzichtete er auf eine weitere Kandidatur. Während dieser Zeit endete die Reconstruction in den ehemaligen Staaten der Konföderation.
Im Jahr 1880 kandidierte Jones erfolglos für das Amt des Gouverneurs von New Hampshire: Er unterlag dem Republikaner Charles Henry Bell. In den folgenden Jahren blieb er weiter politisch aktiv. Er setzte sich für den Ausbau des Hafens von Portsmouth ein. Außerdem unterstützte er 1884 Grover Cleveland bei den Präsidentschaftswahlen. 1885 lehnte er dessen Angebot, Marineminister zu werden, ab. In den 1890er Jahren verkaufte Jones seine Brauerei an britische Investoren. Dafür stieg er in das Eisenbahngeschäft und in die Versicherungsbranche ein. So war er von 1889 bis 1892 Präsident der Boston and Maine Railroad.
Im Jahr 1896 wechselte Jones nach Meinungsverschiedenheiten mit William Jennings Bryan über Währungsfragen zur Republikanischen Partei. Er war Delegierter zur Republican National Convention im Juni 1900; bei den Präsidentschaftswahlen desselben Jahres war er einer der republikanischen Wahlmänner, die Präsident William McKinley in dessen zweite Amtszeit wählten. Frank Jones starb am 2. Oktober 1902 in Portsmouth.